# VAMPS LIVE 2012
『VAMPS LIVE 2012』（ヴァンプス ライヴ にせんじゅうに）は日本のロックユニット、VAMPSのライヴビデオ。2013年4月24日発売。発売元はユニバーサルミュージック内のレーベル、Delicious Deli Records。

## 解説
前作『VAMPS LIVE 2010 BEAUTY AND THE BEAST ARENA』以来約1年2ヶ月ぶり6作目となる映像作品のリリース。なお、VAMPSは2013年2月にユニバーサルミュージック内のレーベル、Delicious Deli Recordsに移籍しており、本作が移籍第一弾の作品となっている。余談だが、VAMPSはこの移籍のタイミングで、マドンナやU2、レディー・ガガなどのツアーを手掛けている世界規模のコンサート興行カンパニー、ライヴ・ネイションと提携することを発表している。
本作品は、VAMPSが2012年6月12日のZepp Sendai公演を皮切りに、全国10都市にわたって計49公演を開催した約2年ぶりとなるライヴツアー「VAMPS LIVE 2012」の模様を収録したライヴビデオである。本作には、同年10月7日にZepp Nambaで行われたツアーファイナル公演の模様が収められている。なお、本作には2013年5月9日にWOWOWにて放送されたものを再編集した映像が収録されている。
ちなみに、前記のツアーではZepp Tokyoを13日間にわたって貸し切り、連続的に公演を繰り広げる"籠城型ライヴ"も行われている。この"籠城型ライヴ"はVAMPS、そして2018年以降のHYDE名義のライヴにおいて定番の企画となっている。
フィジカルはBlu-ray Disc及びDVDの2種類で発売されており、Blu-ray版は初回限定盤（BD）の1形態、DVD版は初回限定盤（2DVD）と通常盤（DVD）の2形態でリリースされた。なお、両規格の初回限定盤には、ライヴツアー「VAMPS LIVE 2012」に密着したドキュメンタリー映像が収録されている。なお、今回がVAMPSの映像作品において初となるBlu-ray Disc規格を含んだ作品のリリースとなっている。

## 収録曲
- DVD版（初回限定盤のみ）は2枚に、BD版は1枚に収録。「VAMPS LIVE 2012 TOUR DOCUMENTARY」からDisc2となる。

1. VAMPIRE DEPRESSION
2. KYUKETSU -SATSUGAI VAMPSVer.-
3. REDRUM
4. VAMP ADDICITION
5. SECRET IN MY HEART
6. DEVIL SIDE
7. MADE IN HEAVEN
8. EUPHORIA
9. SWEET DREAMS
10. THE PAST
11. HUNTING
12. ANGEL TRIP
13. TROUBLE
14. LIVE WIRE
15. MIDNIGHT CELEBRATION
16. LOVE ADDICT
17. MEMORIES
18. HIDEAWAY
19. SEX BLOOD ROCK N' ROLL

- VAMPS LIVE 2012 TOUR DOCUMENTARY